# Tylecodon torulosus
Tylecodon torulosus är en fetbladsväxtart som beskrevs av H. Tölken. Tylecodon torulosus ingår i släktet Tylecodon och familjen fetbladsväxter. Inga underarter finns listade i Catalogue of Life.